# Gora Trëhsklonovaja
Gora Trëhsklonovaja är ett berg i Antarktis. Det ligger i Östantarktis. Australien gör anspråk på området. Toppen på Gora Trëhsklonovaja är 939 meter över havet.
Terrängen runt Gora Trëhsklonovaja är varierad, och sluttar västerut.  Trakten är obefolkad. Det finns inga samhällen i närheten.